# Kanton Guérigny
Kanton Guérigny (francouzsky Canton de Guérigny) je francouzský kanton v departementu Nièvre v regionu Burgundsko. Tvoří ho osm obcí.

## Obce kantonu
- Balleray
- Guérigny
- Nolay
- Ourouër
- Poiseux
- Saint-Martin-d'Heuille
- Urzy
- Varennes-Vauzelles